# The Gallery of HMS Calcutta (Portsmouth)
The Gallery of HMS Calcutta (Portsmouth) (Nederlands: De galerij van HMS Calcutta (Portsmouth)) is een schilderij van de lange tijd in Engeland werkzame Franse kunstschilder James Tissot, geschilderd in circa 1876, olieverf op linnen, 68,6 × 91,8 centimeter groot. Het toont twee modieus geklede dames en een man op het dek van het Britse linieschip HMS Calcutta. Het schilderij bevindt zich in de collectie van de Tate Gallery te Londen.

## HMS Calcutta
De HMS Calcutta was een Brits lijnschip 2e klasse van de Royal Navy, gebouwd in naar een ontwerp van Robert Seppings, in 1831 te water gelaten te Bombay. Het schip had een enorme diepgang, met twee kanonsdekken en ruimte voor 720 bemanningsleden. De enorme logheid maakte haar echter al snel ongeschikt voor moderne vlootacties. Toen ze in 1855 naar de Zwarte Zee werd gezonden om te assisteren tijdens de Krimoorlog werd ze na twee maanden alweer weggestuurd omdat haar aanwezigheid zonder waarde bleek.

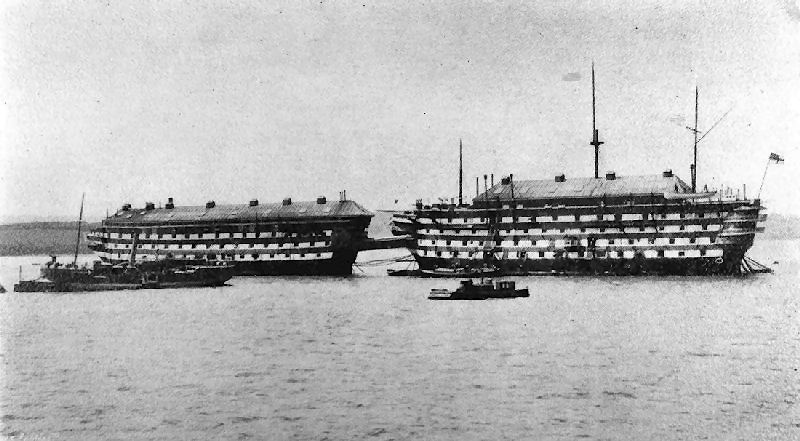
De HMS Calcutta (rechts) met de HMS Cambridge, waarmee ze na 1865 afgemeerd lag in Zuid-Engeland.

Tijdens haar diverse reizen om de wereld maakte de HMS Calcutta niettemin grote indruk in de havens die ze aandeed. Vaak werden dan ook bezoekers uitgenodigd aan boord. Uiteindelijk kreeg het schip daarmee eerder waarde als uithangbord voor de Royal Navy dan als slagschip. In 1858 was de HMS Calcutta bijvoorbeeld het eerste Engelse linieschip dat Japan aandeed. In 1876 maakte Tissot een schilderij aan boord van het schip toen het afgemeerd lag in Portsmouth. Het sluit thematisch aan bij schilderijen die hij eerder maakte, zoals The Captain and the Mate (1873) en The Ball on Shipboard (1874), en bij zijn latere Portsmouth Dockyard (1877).

## Afbeelding
Tissot studeerde aan de kunstacademie in Parijs, waar hij James McNeill Whistler ontmoette en bevriend raakte met Edgar Degas. Degas probeerde hem over te halen tot de impressionisten, maar Tissot voelde zich meer aangetrokken tot het estheticisme van Whistler Hij vertrok in 1870 naar Londen en schilderde daar vooral portretten en genrewerken van de victoriaanse bovenklasse. Hij had veel aandacht voor het mondaine society-leven, oppervlakkig vermaak, mode en elegantie, hetgeen hem bij critici als John Ruskin en Henry James op forse kritiek kwam te staan. Ze verwierpen het gebrek aan moraliteit in zijn werken en Henry James deed The Gallery of HMS Calcutta zelfs af als vulgair en banaal, doelend op de bijna wulpse pose van de vrouw rechts en de doorzichtige kleding. Latere critici wezen met betrekking tot Tissots werken echter precies op en de broze buitenkant, de morele onzekerheid, en de zinnelijke onderstroom, welke zo kenmerkend waren voor James' eigen romans.
The Gallery of H.M.S. Calcutta is een typerend voorbeeld van Tissots estheticistisch-realistische stijl, scherp getekend allà Whistler, waarbij zijn delicate gevoel voor kleur en licht de invloed van de impressionisten verraad. Zijn handelsmerk, de gedetailleerde tekening van weelderige jurken, wordt hier bij uitstek geëtaleerd. Veel aandacht is er voor details, zoals de ijzeren railing van het schip, de uitwerking van het houtwerk, de repeterende rij stoelen, de schaduwen in de raam en de mistige schepen op de achtergrond. In de asymmetrische vlakverdeling en de stuwende kracht van het schilderij zien we de invloed van de Japanse prentkunst.
Kenmerkend voor Tissots onderwerpskeuze is de afbeelding van twee vrouwen en een man in een flirterige situatie. De jonge vrouwen zijn weelderig gekleed, strakke korsetten zorgen voor een zandloperfiguur. De man, een marineofficier, toont zijn aandacht aan de vrouw rechts, die haar toegeeflijk lachende gezicht verbergt achter een waaier. De vrouw in het midden, die haar mogelijk chaperonneert, zorgt voor een psychologisch tegenwicht en compliceert de sociale situatie. Het is zelfs denkbaar dat de middelste vrouw bij de man hoort, die evenwel meer oog heeft voor de vrouw rechts. De officier heeft ook een trouwring om zijn vinger. Het schilderij heeft hoe dan ook een grote narratieve kwaliteit, met een verholen psychologische diepgang, en vertelt in feite het verhaal van een tijdperk, waarvan Tissot de ambivalentie en het artificiële als geen ander weet te typeren.

## Historie
Tissot exposeerde The Gallery of H.M.S. Calcutta in 1877 in de Grosvenor Gallery te Londen. Vervolgens was het eigendom van de Schotse kunstschilder John Robertson Reid en daarna van Henry Trengrouse. Na diens dood werd het in 1929 opgekocht door de Leicester Galleries te Londen, die het weer doorverkocht aan de textielmagnaat en kunstverzamelaar Samuel Courtauld (1876–1947). Courtauld was de stichter van het Courtauld Institute of Art en riep in 1932 een fonds in het leven waarmee de Tate Gallery en de National Gallery impressionistische en postimpressionistische kunst konden verwerven. In 1936 schonk hij The Gallery of H.M.S. Calcutta aan de Tate Gallery, waar het nog steeds tot de collectie behoort.

## Galerij

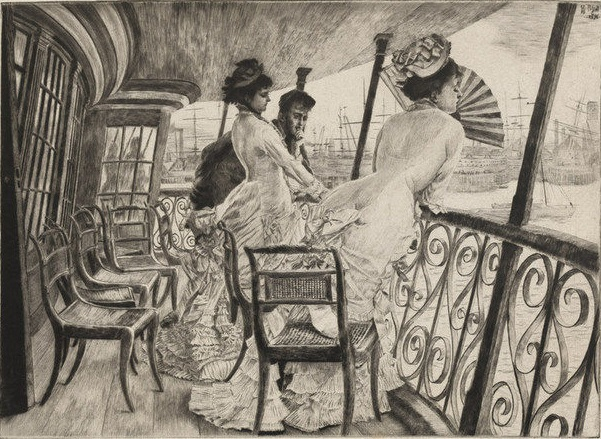
Studie, 1876
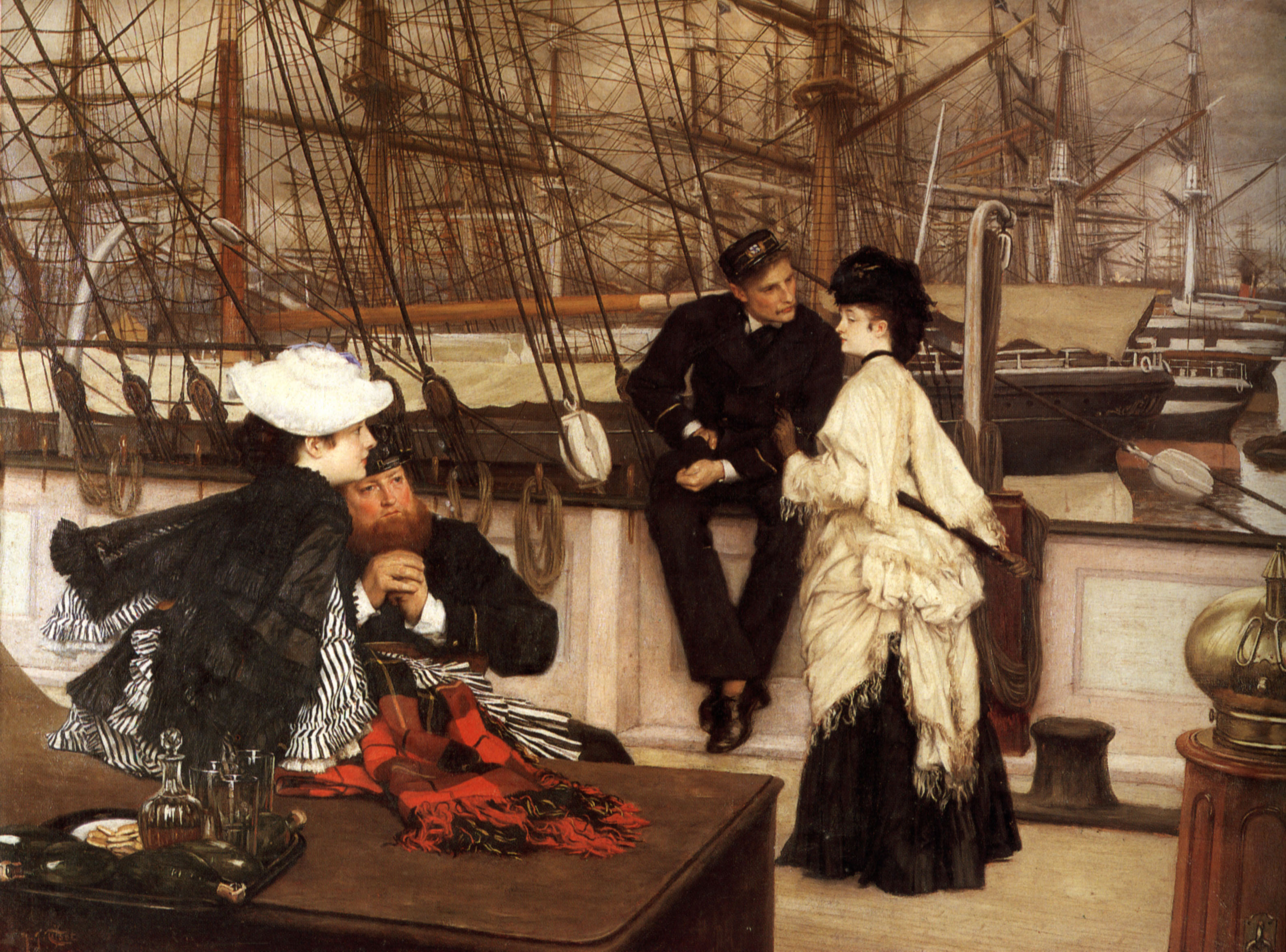
The Captain and the Mate, 1873
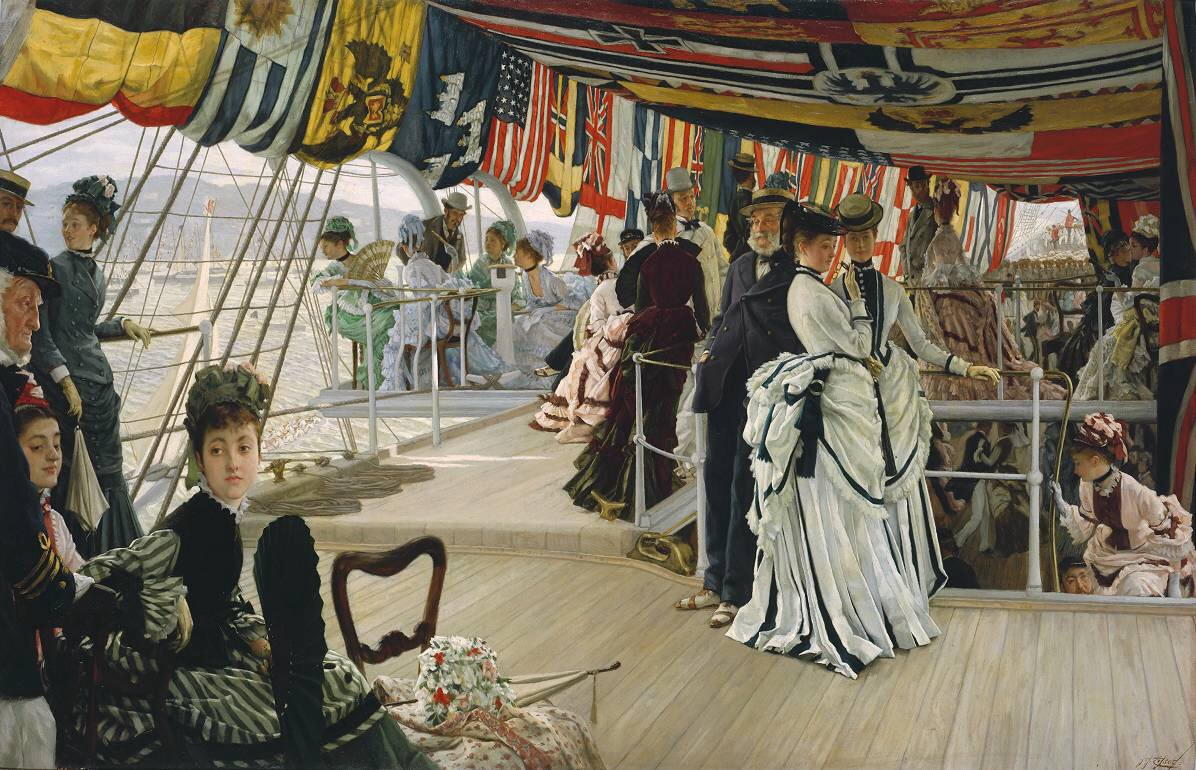
The Ball on Shipboard, 1874
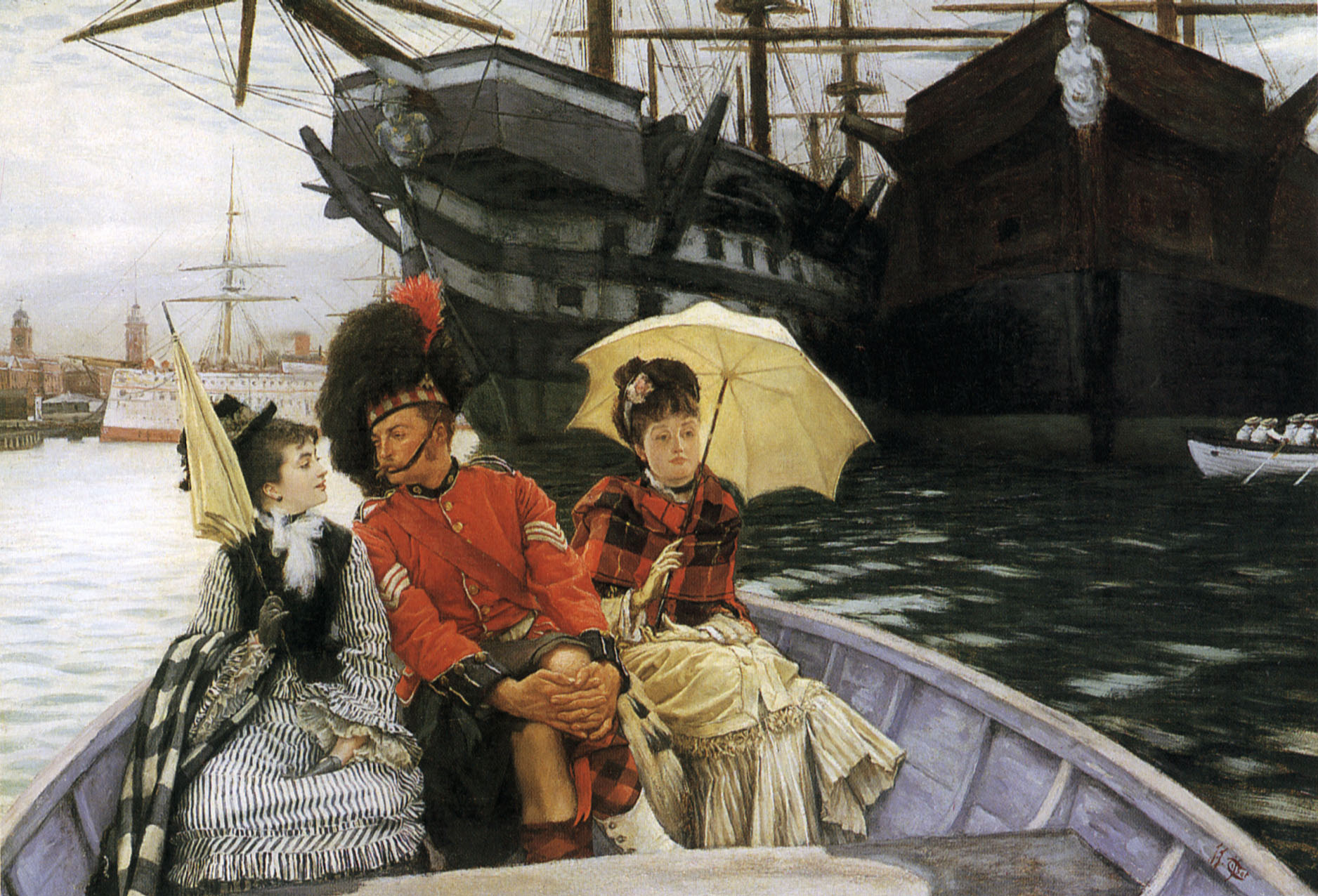
Portsmouth Dockyard,1877